# Hermannsmühle (Lüttringhausen)
Die Hermannsmühle ist eine Hofschaft im Remscheider Stadtbezirk Lüttringhausen. Sie liegt zwischen Lennep, Goldenberg und Kranen und steht unter Denkmalschutz.

## Geschichte

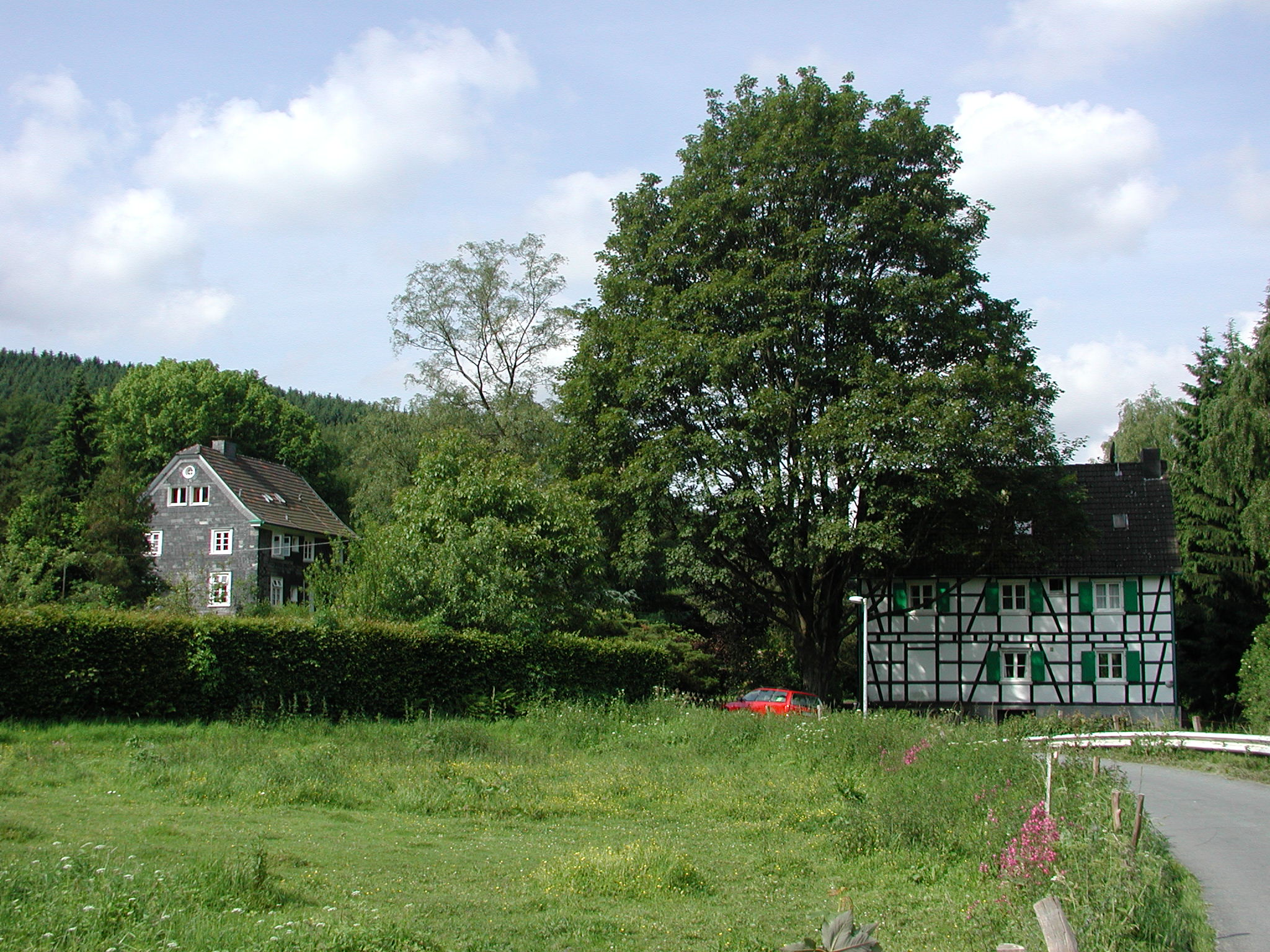
Hermannsmühle

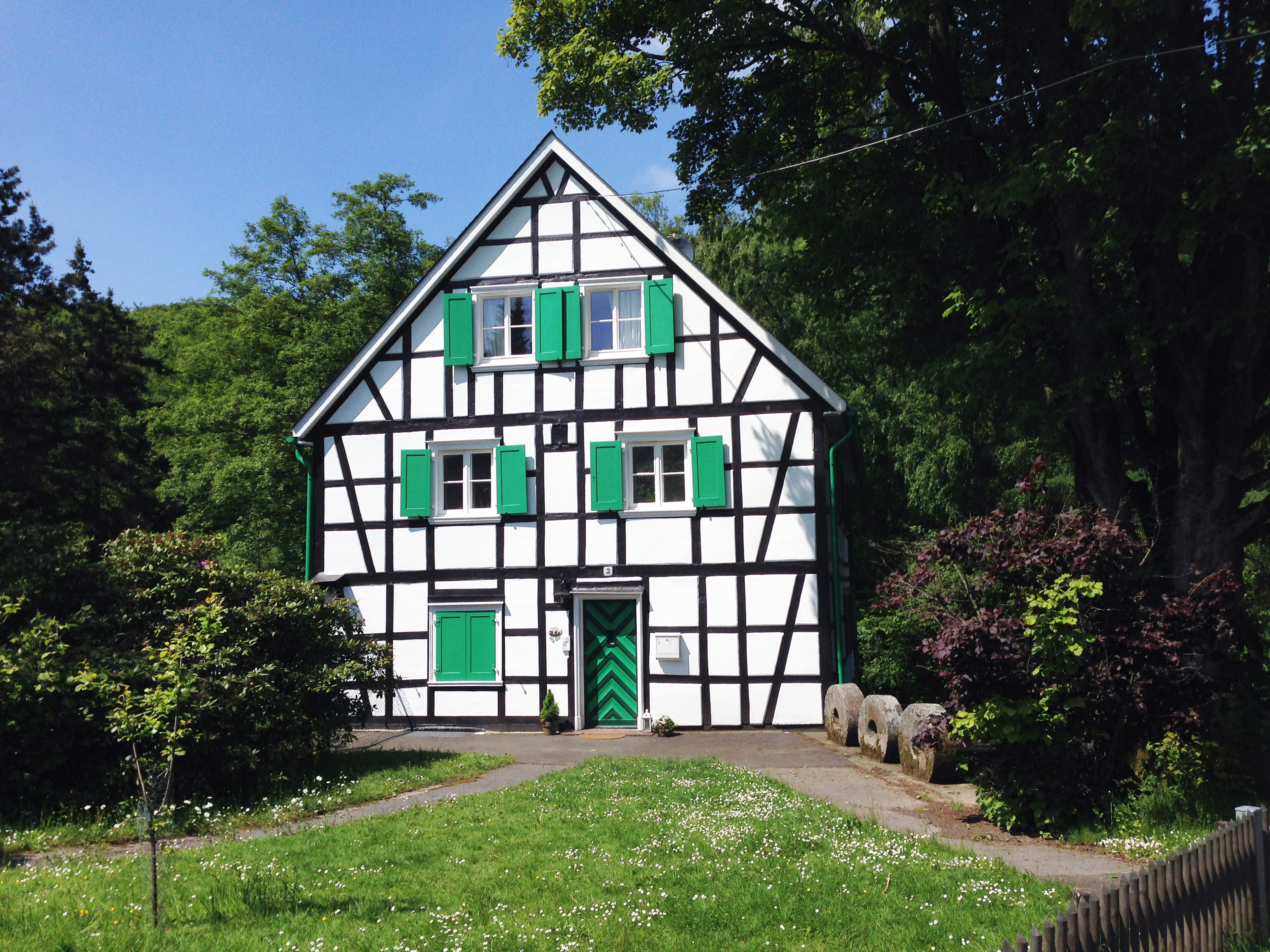
Baudenkmal Hermannsmühle 3

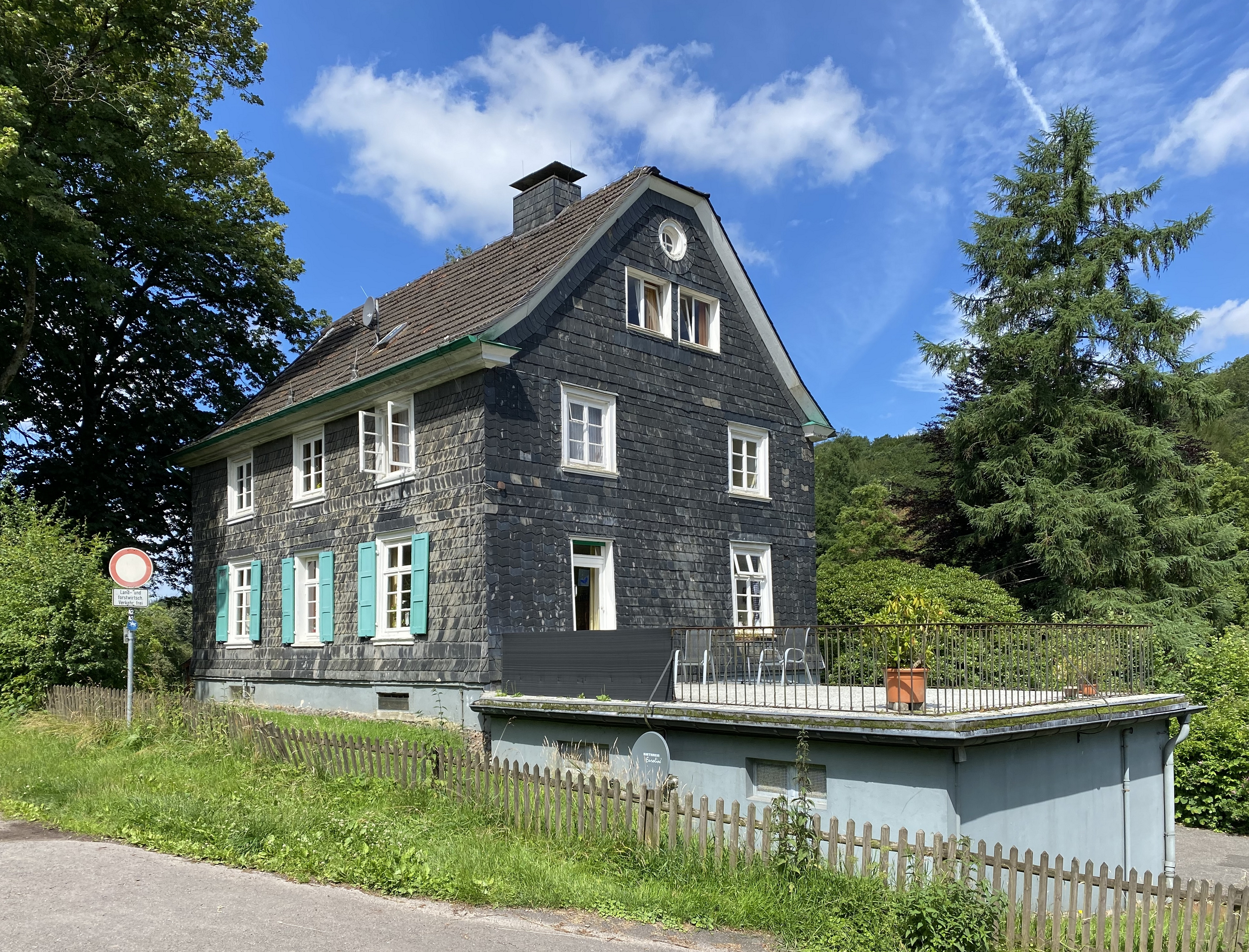
Baudenkmal Hermannsmühle 1

1487 ist die Hofschaft erstmals durch den Bewohner „Hermann op der Mühlen“ erwähnt. Damals war die Mühle eine Fruchtmahlmühle auf dem Endringhauser-, Hermannsmühlen- oder Walkbach. Verschiedene Namen sind im Laufe der Zeit bekannt geworden: Heintzen Mühle, Winkelsmühle und letztlich Hermannsmühle. Sie muss jedoch nach alten Überlieferungen zwischen 1487 und 1575 verfallen sein. 1607 betrieb „Peter Fuhrmann auf der Halbach“ wieder die Mühle.
Ein Nachkomme der Erbauers der Hermannsmühle, Peter Johann Fuhrmann, gründete das Wollhaus Fuhrmann und 1785 in Lennep ein Geschäft, das hauptsächlich aus Lederhandlung, Tuchhandlung und Wollhandlung bestand. 1829 ist die Hermannsmühle als „Wilhelmsmühle“ dokumentiert. Johann Wilhelm Wilhelmy, der neue Eigentümer, erhielt am 13. Juni 1868 die Konzession zum Bau einer Dampfmaschine in der Hermannsmühle.
Nach 1900 wurde die Wasserkraft von Schleifermeister Berger genutzt, der im Untergeschoss die „erste Schleiferei im Hermannsmühler Kotten“ einrichtete.
Später wurde die Hofschaft mit den beiden Wohnhäusern sowie dem Bauernhof zum Erholungsheim der Firma Fuhrmann & Co. Berlin und ging später in das Eigentum der Stiftung Tannenhof über, die den landwirtschaftlichen Teil des Terrains von ihrem Gutshof an der Remscheider Straße bewirtschaften ließ.  Das Haus Nr. 1 und das Haus Nr. 3, ein bemerkenswerter alter Fachwerkbau, stehen unter Denkmalschutz. Alte Schleifsteine vor dem Haus erinnern an die vergangene Industriezeit.

## Geographie
Eine schmale Durchgangsstraße verbindet Stursberg I mit der Tackermühle und Lennep. Der Lüttringhauser Bach fließt durch die Hofschaft und versorgt einen kleinen Teich am Rande. Wanderwege zweigen in verschiedene Richtungen ab.

## Denkmal
An dem Fußweg zwischen Hermannsmühle und Sirachskotten befindet sich ein Denkmal, das an den Tod eines Güldenwerther Bürgers erinnert, der hier 1923 von französischen Soldaten beim Schmuggeln erwischt und erschossen wurde. Damals verlief hier am Bach die Grenze von dem (als Folge des Ersten Weltkriegs) durch die Franzosen besetzten Ruhrgebiet zum unbesetzten Rheinland.